# Tomás Monje Gutiérrez
Tomás Monje Gutiérrez (Coroico, Nor Yungas, La Paz, 21 de dezembro de 1884 — La Paz, 15 de julho de 1954) foi um político boliviano e presidente de seu país entre 17 de agosto de 1946 e 10 de março de 1947.